# David Toro
José David Toro Ruilova (24 juin 1898 à Sucre – 25 juillet 1977 à Santiago du Chili) fut le 35e président de la Bolivie, un colonel de l'armée et homme d'État bolivien et un membre du haut commandement durant la guerre du Chaco (1932-1935). Il fut un des leaders du coup d'État qui déposa le président Daniel Salamanca Urey en novembre 1934 et devint président en mai 1936 en conséquence de la révolte menée par son ami et camarade, le major Germán Busch.